# Lee Moore
Pour les articles homonymes, voir Moore.
Sir Lee Moore, né le 15 février 1939 à Saint-Christophe et décédé le 6 mai 2000 à New York, était un homme politique christophien, membre du parti travailliste de Saint-Christophe-et-Niévès, qui est Premier ministre de Saint-Christophe-et-Niévès, 2 jours après le décès de Paul Southwell, le 20 mai 1979 au 21 février 1980.

## Note et référence
1. ↑  (en) Brève biographie de Lee Llewellyn Moore sur le site rulers.org